# 山本昭一
山本 昭一（やまもと しょういち、1964年6月25日 - ）は、静岡県出身のプロゴルファー。

## 来歴
9歳の時に尾崎将司の出演する番組を見てゴルフに憧れ、その年の正月にお年玉をはたいて980円の6番アイアンを買うと、翌年からミズノのアイアンを少しずつ買い集め、フルセットに揃えた。
大垣市立南中学校時代は野球少年であったが、監督の采配に抗議したことで険悪になって退部。興味を抱いていたゴルフに転向し、卒業後すぐに養老カントリークラブの研修生となり、現在も所属。
1985年にプロ入りし、1986年の関西プロでは初日を吉野展弘・山本己沙雄・日下敏治と共に3アンダー69の8位タイでスタートした。
1987年の中部オープンでは出口栄太郎・伊藤正己・塩田昌宏・石井裕士・中村忠夫・時田陽充に次ぐと同時に高阪喜久・内田繁と並んでの7位タイ、1989年のよみうりサッポロビールオープンでは3日間全て70をマークして山本善隆・金子柱憲・室田淳と並んでの7位タイに入った。
1989年のNST新潟オープンでは初日を22位タイでスタートし、2日目25位タイ→3日目30位タイと後退するが、最終日には67をマークして川俣茂・中山徹と並んでの6位タイに浮上。
1989年のゼンリン福岡オープンでは松永一成・日下に次ぐと同時に池原厚・塩田昌宏と並んでの4位タイ、1990年の中部オープンでは5位に入った。
1994年の三菱ギャランでは吉村金八、ブライアン・ワッツ&デビッド・イシイ（アメリカ）、カルロス・フランコ（パラグアイ）、エドアルド・エレラ（コロンビア）、谷口徹・河村雅之と並んでの9位タイに入った。
1994年のヨネックスオープン広島では3日目に67をマークして前日の53位タイから芹澤信雄、スチュアート・ジン（オーストラリア）、ゾー・モウ（ミャンマー）、ウェイン・レビ（アメリカ）、白浜育男・米山剛・奥田靖己と並んでの16位タイに浮上し、最終日にはジン・レビと共に丸山智弘・桑原将一、トッド・ハミルトン（アメリカ）、陳志忠（中華民国）と並んでの8位タイに入った。
1994年のNST新潟オープンでは東聡・鈴木弘一・金子柱憲と並んでの6位タイに入り、カシオワールドオープンは1.5ラウンドで棄権している。
1996年には中部オープンで初優勝し、ミズノオープンでは4日間中3日間60台をマークして高見和宏、ピーター・マックウィニー（オーストラリア）と並んでの10位タイに入った。
1997年には千葉オープン・後楽園カップ（第1回）・松ケ峯オープンで優勝し、1999年にはデサントチャレンジカップでは野上貴夫・中山と並んでの6位タイに入り、2000年には中部オープン2勝目を挙げる。
2000年にはファイナルQTランク54位の資格でツアー参戦し、ツアー会場ではシード選手の溝口英二らと行動を共にし、NST新潟オープンでは4バーディ、ノーボギーの68で回って5位タイでスタートした。サン・クロレラクラシックでは初日を7アンダー2位タイでスタートし、2日目には6番ホールから3連続バーディを奪って首位に浮上。最終日には「できるだけ前半のうちに伸ばす」との信念通りに1番パー4で2mを沈めてバーディ発進を決め、5番の尾崎将のチップインイーグルでの逆転こそあったが、14番パー3でボギーを打った尾崎将に対し、10mのバーディパットを沈めて再び逆転。プレーオフでは18番の第2打で薄い当たりのローボールが思惑通りにグリーンエッジまで残り39ヤードまで運んできたが、逆に災いし、ダウンヒル、距離の計算のしづらい洋芝で中途半端な距離からの第3打はピン奥、ラフとグリーンの境目に打ちこんでパーに終わり、バーディを奪った尾崎の前に屈して2位に終わった。幼い頃から憧れの人である尾崎将とグリーンサイドで握手を交わしたと時には「お前は良くなっている、優勝は近いぞ」と声をかけられ、尾崎将も「あれで、なんで今まで勝てなかったのか、と思うくらいしっかりとしたゴルフをしていた」と最終日の山本を誉めた。
体調不良で欠場した田中秀道の代役で出場したカシオワールドオープンでは練習ラウンド無しのぶっつけ本番で回ったが、初日には山本がゴルフを憶えて、テレビを見ていたときのスーパースターである青木功、ベルンハルト・ランガー（ドイツ）というビッグネームに挟まれて物凄く緊張しながらも、4アンダーの6位タイと大健闘する。
初シード入りした2001年の序盤はショットとパットの両方がうまくかみ合わず、7戦出場して予選通過が僅か1回と低迷。フジサンケイクラシックでは2日目に5オーバー68位からのスタートも、16番までノーボギーの3アンダーとまくるなど復調の兆しが見えたが、上がり2ホールでダボ、ボギーと前半の貯金を一気に使い果たし、1打差で予選通過はならなかった。日本プロは頭に血が昇ったまま臨んで予選落ちしたが、返って開き直り、「細かいことを考えても仕方ない」と自身の持ち味であるショートゲームを生かして勝負してみよう、というプランを立てる。マンシングウェアオープン KSBカップの2日目には12番で7mのパットが決まるなどプランがはまって68をマークし、手嶋多一、シェイン・テイト（オーストラリア）、ディネッシュ・チャンド（フィジー）と並んでの首位タイに浮上。
2011年のANAオープンを最後にレギュラーツアーから引退。
シニア転向後の2015年には三重県シニアオープンで5バーディー、1ボギーの4アンダーで2位と3打差付けて圧勝し、同大会では2016年に3人のプレーオフを制して2連覇、2017年には堂々の4アンダーで3連覇を達成。
シニアプロの活動の傍ら、ツアープロ完全マンツーマン個別レッスンスクール「ベーシックワンゴルフ」インストラクター、岐阜県揖斐郡大野町の練習場「ベリーズゴルフクラブ」、羽島市の「日興ゴルフクラブCUE」でも指導。

## 主な優勝
レギュラー
- 1996年 - 中部オープン
- 1997年 - 千葉オープン、後楽園カップ（第1回）、松ケ峯オープン
- 2000年 - 中部オープン

シニア
- 2014年 - ISPSグローイングシニアオープンハンダ熱血シリーズ第5戦
- 2015年 - 三重県シニアオープン
- 2016年 - 三重県シニアオープン
- 2017年 - 三重県シニアオープン